# Academy of Comic Book Arts Award
Academy of Comic Book Arts Award (även känt som Shazam Awards eller A.C.B.A. Awards) ett numera nedlagt amerikanskt seriepris som delades ut mellan 1970 och 1975 av Academy of Comic Book Arts. Statyetten föreställde en blixt.